# 試觀此人 (埃利亞斯·馬丁內斯和希門尼斯)
《試觀此人》（西班牙語：Ecce Homo、拉丁語: "Behold the Man"）是一幅位於西班牙薩拉戈薩省博尔哈慈悲教堂中的濕壁畫，由西班牙畫家埃利亞斯·加西亞·馬丁內斯約1930年期間創作。該畫作描繪了戴著荆棘冠的耶穌，風格和主題典型地代表了傳統的天主教藝術。
儘管新聞報道普遍認為原始畫作在藝術史上並不突出，但這幅畫作目前的知名度來自於2012年，由當時81歲的非專業畫家塞西莉亞·希門尼斯（Cecilia Giménez）對其進行的修復。此次修復使畫作的外觀發生了顯著變化，看起來更像一隻猴子，因此有時被戲稱為《猴子基督》（Ecce Mono，其中「mono」是西班牙语中「猴子」的意思）。由於此次事件，博爾哈成為當地的新興旅遊景點，畫作的影響力亦為教會和慈善機構籌集了數萬歐元。

## 原始壁畫
這幅壁畫起初是由薩拉戈薩藝術學院的教授埃利亞斯·加西亞·馬丁內斯創作。他在家鄉雷克纳開始了他的藝術生涯，後來在瓦倫西亞聖卡洛斯·德·貝拉斯皇家藝術學院和巴塞隆納學習。從1894年起，他在薩拉戈薩藝術學院工作，教授學習裝飾畫和肖像畫課程直到1929年。
退休後，畫家將這幅畫捐給他常度假的小村莊，並在教堂牆上作畫。並註明這幅畫是「兩小時獻身於慈悲聖母的結果。」，根據博爾哈研究中心的數據，馬丁內斯創作此畫的時間為1930年，但具體日期仍不確定。專家表示，這幅作品在經濟和藝術上價值有限。
《試觀此人》壁畫的尺寸約為高50公分、寬40公分，其主題及靈感來自義大利畫家圭多·雷尼的《試觀此人》，特別是透過19世紀畫家威廉·弗倫奇( William French )的複製版畫，這個版畫在當時宗教印刷品中被廣泛使用。由於畫作直接繪製在未經處理的乾燥牆壁上，由於使用了短期保存技術，隨著時間的推移，到了21世紀初，這幅畫已經出現明顯的劣化現象。
馬丁內斯的後代仍住在薩拉戈薩，他們知道這幅畫已經嚴重受損。就在修復工作失敗的消息曝光之前，畫家的孫女此前曾為壁畫修復工作一事尋求修復資金。

## 修復嘗試
2012年，業餘風景畫家塞西莉亞·希門尼斯（Cecilia Giménez）對壁畫進行的修復嘗試引發了廣泛關注。最初博爾哈當局懷疑這是恶意破坏，但後來確認這些改動是由81歲的教區居民希門尼斯所為。希門尼斯曾在西班牙电视台上解釋，她決定修復壁畫的原因並非想褻瀆聖靈，而是因為對教堂牆壁長期潮濕，不忍心看著畫作受壁癌因素逐漸損壞，才嘗試著自己著手修復。他在此前曾於其他宗教場所進行一些小型修復工作包括在博爾哈的聖克拉拉修道院修補一幅聖母瑪利亞的畫作，不過他並沒有具備進行真正修復所需的技術知識。她對此事件表示：「我無法理解這些騷動，因為我是在明亮的白天工作，並且經徵求教會批准後才對壁畫進行修復。」她開始修補長袍，但無法在基督的臉部復原原始筆觸的。
希門尼斯也表示，她的修復其實依然未完成。「我把它留下來晾乾，然後去度假兩週，想著回來後會完成修復。」她回憶道：「當我回來時，世界上所有人都聽說了《試觀此人》。人們的反應讓我感到傷心，因為我還沒有完成修復。」她補充道：「我仍然在想，如果我沒有去度假，這一切都不會發生。」。

### 網路爆紅
2012年8月7日，《試觀此人》修復失敗的首個新聞刊登在博爾哈研究中心的網站上，隨後修復事件的報導迅速傳播到全球，透過主流媒體和社群網路引發了廣泛關注，迅速成為網路迷因。涉及希門尼斯和《試觀此人》的表情包、模仿和笑話在社交媒體上廣泛傳播。BBC歐洲記者形容修復後的效果像是一幅「毛茸茸的猴子穿著不合身長袍的蠟筆畫」。由於這一「全球性幽默的線上狂潮」，希門尼斯的修復版本被戲稱為《Ecce Mono》（意為「猴子基督」、「瞧！這個猴子」，其中「ecce」是拉丁語中的「看」，而「mono」是西班牙文中的「猴子」）。這事件也被拿來與1997年電影《豆豆先生》的情節進行比較。由於受到負面關注，教會的牧師弗洛倫西奧·加爾塞斯（Father Florencio Garces）認為這幅畫應該被遮蓋起來。博爾哈的文化顧問宣稱「如果無法恢復，必須用原畫的照片進行覆蓋」。
事件發生後，希門尼斯的修復工作也不得不在爭議中停擺。希門尼斯的身份最初並未公開。由於不斷成為媒體關注的焦點，受到輿論壓力的影響導致她患上了焦慮症，並需要服用抗焦慮藥物。同年，希門尼斯與巴拉克·歐巴馬和利昂内尔·梅西成為西班牙Google搜尋次數最多的名字之一。
希門尼斯在2015年表示：「這裡的每個人都以不同的視角看待我所做的事。而修復工作讓博爾哈在世界地圖上得到了關注，這意味著我為我的村莊做了一些別人無法做到的事。」

## 藝術意義
儘管地方當局和藝術界最初對修復工作表示否定，但希門尼斯失敗的修復卻在媒體，特別是社交媒體獲得更積極的關注，當地市議會曾邀請專家對《試觀此人》的損壞情況進行研究，並探討可能的修復方案。專家的結論是，這幅畫「嚴重損壞」，因為它是直接繪製在未經處理的牆面上的油畫，無法恢復到原來的狀態。馬丁內斯的後代表示，希望向教堂捐贈一幅與原作相似的《試觀此人》，因為作者過去曾創作過多個版本。
社交媒體的評論者認為，《試觀此人》對神聖和世俗主題進行了多層面的評論，甚至從原本普通的藝術作品轉變為21世紀的代表標誌。《富比士》的評論員表示，這種「無能的修復」代表了「一位未受學術訓練影響的女性，對她的救世主的看法」。 2012年9月，藝術團體Wallpeople在巴塞隆納當代文化中心附近的牆上展示了數百個修訂版的新圖像。一位組織者評論道：「塞西莉亞創造了一個流行偶像。」
西班牙電影工作者與漫畫家艾利克斯·德·拉·伊格萊希亞讚揚了新版本，稱其為「我們看待世界的象徵」。西班牙作家赫苏斯·费雷罗表示，「女性的光輝之手」將這幅畫的地位從一個「令人痛苦的學術性作品」轉變為「流行圖像」。西班牙演員阿蘇姆普塔·塞爾納與Wildcard UK合作製作了一部名為《Fresco Fiasco》的紀錄片，並參演了電影《Behold the Monkey》，這兩部影片都講述了修復事件。兩個項目都於2016年2月在英國的Sky Arts網路播出。
由於旅遊效益帶來的經濟影響，當地居民發起了反對復原的簽名活動，其中一項在短短幾天內就收集了超過2萬多人份簽名。2012年12月底，一家廣告公司宣布聘請希門尼斯為創意總監，並在博爾哈開設了一家辦公室。從那時起，《試觀此人》獲得永久保存的機會，並成為博爾哈的代表性旅遊景點。

## 旅遊效益
隨著《試觀此人》的爆紅，特地前來教堂觀賞其畫作的遊客逐漸增多，以至於教堂開始對參觀修復後的壁畫收費。修復失敗後的第二年，博爾哈的旅客人次達到了40,000人，並為當地慈善機構籌集了超過50,000歐元。希門尼斯尋求分得部分版權收入；他的律師表示，他希望將這些收入用於支持肌营养不良慈善機構，因為她的大兒子患有這種疾病。
同時，原畫家加西亞·馬丁內斯的後裔威脅要起訴希門尼斯，並指控她毀了這幅畫。經過長時間的爭執，希門尼斯及其家人與加西亞·馬丁內斯的後裔在當地市長的調解達成了和解。根據協議，希門尼斯將獲得官方周邊產品銷售收入的一半，這些收入每年約為2,000歐元。官方周邊產品包括襯衫、徽章、鉛筆盒、記憶棒和酒標，同時將安排介紹馬丁內斯原始畫作的展覽。
到了2016年，造訪博爾哈的遊客人數從6,000人增加到57,000人，甚至統計達到20萬人以上。遊客不僅在當地商店消費、購買《試觀此人》的周邊商品還向教會捐贈了約5萬歐元。這些資金用於僱用額外的教會看護人員，並資助一個退休人員之家。2022年，專家對這幅畫進行了檢查，得出的結論是可以將其恢復到修復前的狀態。然而鑑於當地對當前修復版本的保存倡議，修復師現今每兩年都會帶著工具前往教堂檢查壁畫的狀況。通過去除由於毛細作用產生的壁癌水泥，從而阻止壁體潮濕的問題。
2016年3月16日，博爾哈開設了一個專門展示這件藝術品的解說中心。每張3歐元的門票收入超過40,000歐元，這些收入用於支付鎮上退休人員之家中兩名（有時甚至五名）老人的費用。希門尼斯還保留了49%的商品銷售利潤。由於受益人不希望從這筆收入中受益，他們決定將其捐贈給慈善事業。
2022年9月，博爾哈政府舉行了紀念「修復」10週年的紀念儀式活動，希門尼斯作為主貴賓出席，由於輕微的失智症，他已經不再記得2012年發生的負面事件。

## 另見
- 《試觀此人：塞西莉亞歌劇院（英语：Behold the Man, La Ópera de Cecilia）》：改編自此事件及希門尼斯生平的音樂劇[43]
- 意外損壞的藝術品（英语：Accidental damage of art）
- 非主流藝術

## 外部連結
- 维基共享资源上的相關多媒體資源：Ecce Homo (Elias Garcia Martinez)
- Despite Good Intentions, a Fresco in Spain Is Ruined （页面存档备份，存于）
- Something to sing about: 'worst art restoration ever' inspires an opera
- Episode 36: Behold the Monkey （页面存档备份，存于） – Illustrated episode of the podcast The Lonely Palette discussing the incident
- Cecilia and the Saints （页面存档备份，存于） – modern folksong by Tracie Potochnik, inspired by the incident
- Tributo a Cecilia （页面存档备份，存于）

41°51′16.83″N 1°34′31.52″W / 41.8546750°N 1.5754222°W